# Nothopleurus komiyai
Nothopleurus komiyai är en skalbaggsart som beskrevs av Santos-silva och Martins 2006. Nothopleurus komiyai ingår i släktet Nothopleurus och familjen långhorningar. Inga underarter finns listade i Catalogue of Life.